# 开源街道 (驻马店市)
开源街道，是中华人民共和国河南省驻马店市驿城区下辖的一个乡镇级行政单位。

## 行政区划
开源街道下辖以下地区：
刁庄村、大刘庄村、大陈庄村和南魏村。